# 道の駅季の里天栄

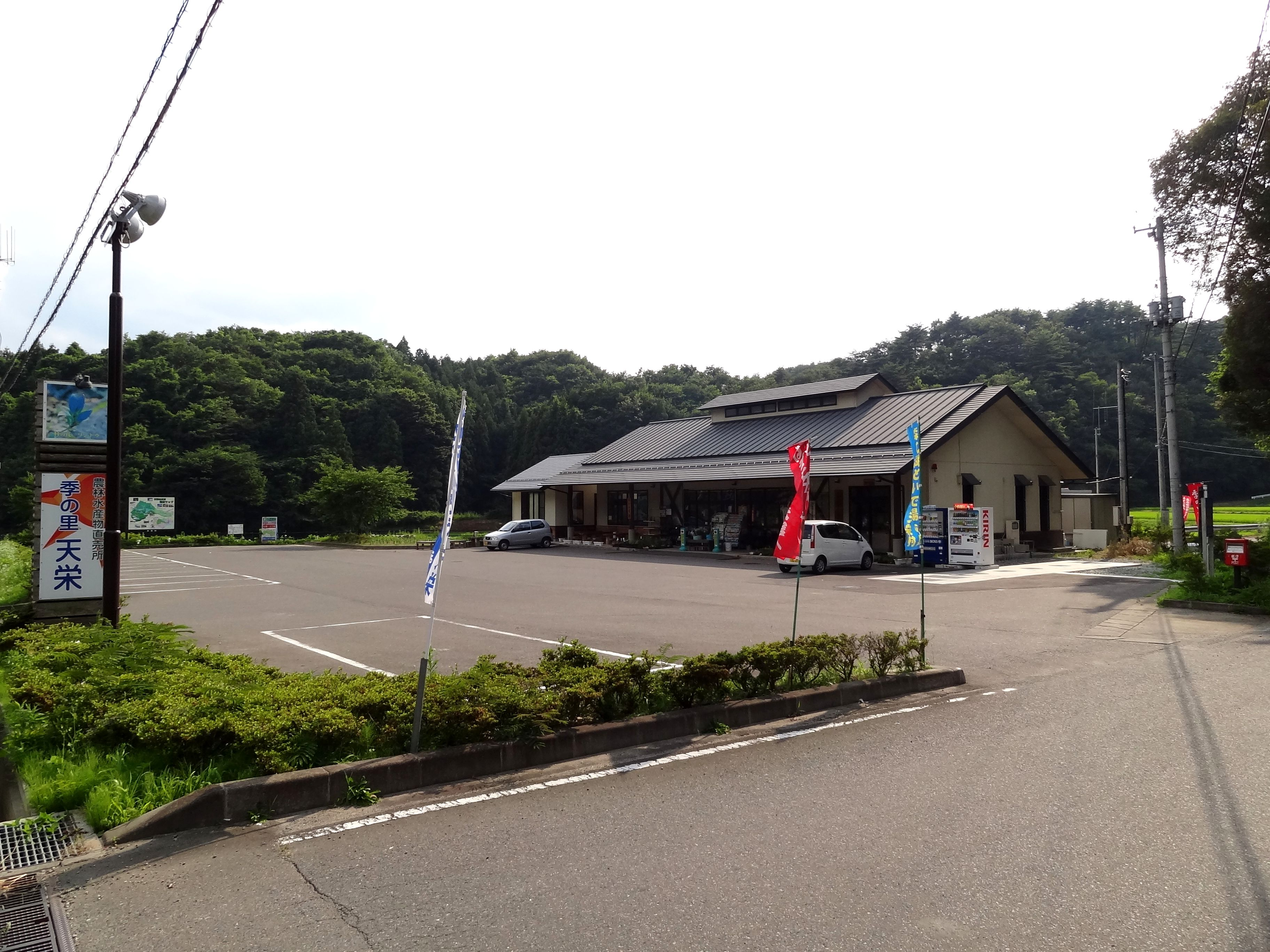
旧道の駅（2011年撮影）

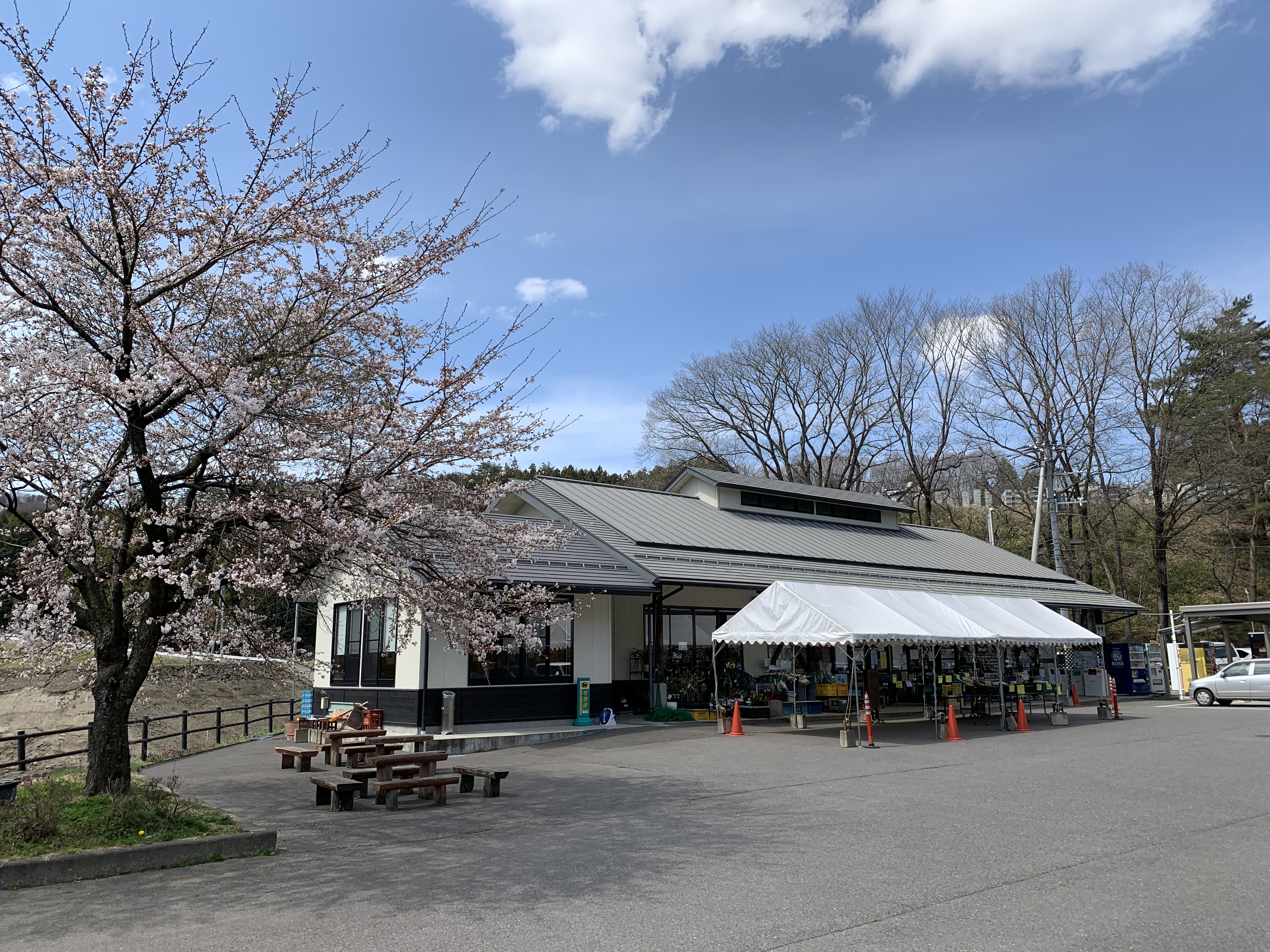
旧道の駅（2020年撮影）

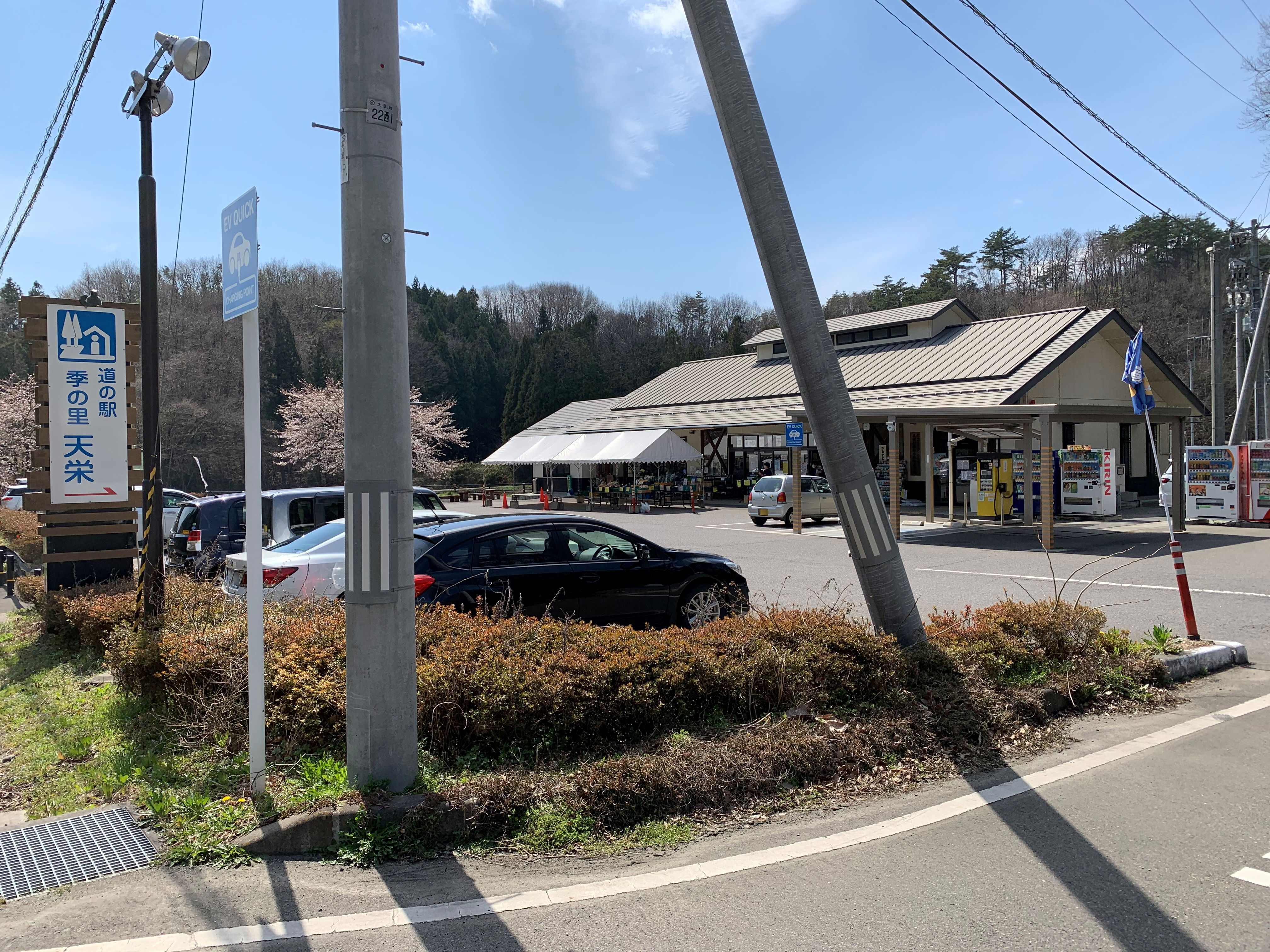
旧道の駅（2020年撮影）

道の駅季の里天栄（みちのえき きのさとてんえい）は、福島県岩瀬郡天栄村にある国道294号の道の駅である。2023年（令和5年）5月27日に新装オープンすることになり従来の施設の隣に建物が新設された。

## 施設
てんえいふるさと公園整備事業の一環で従来の施設の隣に建物（鉄骨平屋造、延床面積698.80m2）を新設し、2023年（令和5年）5月27日に新装オープンすることになった。
- 駐車場
  - 普通車：90台[2]
  - 大型車：9台[2]
  - 身障者用：1台
- トイレ
- 公衆電話：1台
- 道路情報掲示板
- 食堂
- 生産物直売所（農産物・特産加工品など）

道の駅季の里天栄には2023年5月のリニューアル時に防災備蓄倉庫も併設された。なお、2023年5月のリニューアル後も従来の施設は取り壊さず研修施設等としての活用が検討されている。

## 休館日
- 第1水曜日・第3水曜日

## アクセス
- 国道294号
  - 福島県道282号十日市矢吹線

## 周辺
- 天栄村ふるさと文化伝承館
- 天栄村立大里小学校
- 天栄村役場
- 福島交通「大里小学校」バス停